# Charlie Whiting
Charles Whiting (Sevenoaks, 12 agosto 1952 – Melbourne, 14 marzo 2019) è stato un dirigente sportivo britannico.
È stato il direttore di gara, delegato alla sicurezza, starter permanente e capo del dipartimento tecnico della FIA nelle gare di Formula 1.

## Biografia
Whiting nacque il 12 agosto 1952 a Sevenoaks, nella contea del Kent. Ha assistito alla sua prima gara automobilistica quando ha scavalcato la recinzione per vedere il Gran Premio di Gran Bretagna del 1964, tenutosi a Brands Hatch vicino alla casa della sua famiglia. È arrivato a lavorare nelle corse automobilistiche attraverso l'aiuto di suo fratello maggiore Nick, che gareggiava nell'autocross e nelle corse su circuito. Avendo deciso di intraprendere una carriera in ingegneria delle corse, ha frequentato un istituto tecnico e poi il Borough Polytechnic Institute, conseguendo le qualifiche in ingegneria meccanica.

## Carriera
Il primo lavoro di Whiting negli sport motoristici è stato la preparazione di auto da rally. Nel 1976 lui e suo fratello si unirono alla Surtees nella serie F5000 britannica del 1976, dove lavoravano per la pilota Divina Galica.
Ha iniziato la sua carriera in Formula 1 nel 1977 lavorando nel team Hesketh. Dopo la scomparsa della squadra, è entrato a far parte della Brabham, il cui proprietario era Bernie Ecclestone, diventando capo meccanico e vincendo due mondiali con Nelson Piquet nel 1981 e nel 1983.
Nel 1988 Whiting è diventato Delegato Tecnico in Formula 1 per la Fédération Internationale de l'Automobile (FIA), e nel 1997 è stato nominato Direttore FIA e Delegato per la Sicurezza. In questo ruolo si è occupato della sicurezza in pista e delle vetture, del regolamento tecnico e sportivo e di controllare il semaforo di partenza. Essendo anche responsabile di tutto ciò che riguardava le regole e la loro interpretazione, Whiting svolse anche il ruolo di direttore di gara. Whiting ha anche visitato i circuiti futuri e attuali delle gare di Formula 1 per effettuare ispezioni di sicurezza.

### Il suo operato nel Gran Premio degli Stati Uniti d'America 2005
Durante il Gran Premio degli Stati Uniti del 2005, Whiting fu coinvolto in una controversia causata dalla Michelin quando la società si rese conto che gli pneumatici che aveva portato a Indianapolis non erano sicuri da usare. Michelin offrì degli pneumatici con una nuova specifica per sostituire l'equipaggiamento dei suoi sette team di Formula 1 e chiese a Whiting di installare una chicane alla curva 13 dell'Indianapolis Motor Speedway. Whiting rifiutò sulla base del fatto che una nuova specifica avrebbe portato ad una violazione del regolamento e che l'installazione di una chicane sarebbe stata ingiusta nei confronti dei team gommati Bridgestone, che avevano portato le specifiche corrette e che erano in grado di correre in sicurezza. Le controproposte di Whiting, che includevano ripetuti cambi di gomme, passare nella corsia dei box in ogni giro, correre in fondo alla curva 13 e rispettare un limite di velocità, sono state tutte respinte dai team gommati Michelin. Di conseguenza solo le 6 vetture gommate Bridgestone hanno preso parte alla gara.

### Miglioramenti alla sicurezza nel motorsport
Whiting era noto per i miglioramenti della sicurezza negli sport motoristici, come l'halo, a cui è stato attribuito il merito di aver impedito a Charles Leclerc di subire gravi lesioni al Gran Premio del Belgio 2018, salvando la vita di Romain Grosjean al Gran Premio del Bahrein 2020, prevenendo anche gravi lesioni a Lewis Hamilton al Gran Premio d'Italia 2021 dopo una collisione con Max Verstappen e salvando la vita a Guanyu Zhou nel Gran Premio di Gran Bretagna 2022. Whiting è stato anche responsabile dell'introduzione del sistema HANS, della cellula di sopravvivenza di sicurezza, delle strutture di impatto frontale e laterale, e dei lati alti della cabina di pilotaggio.

## Morte
La mattina del 14 marzo 2019, a Melbourne, tre giorni prima del Gran Premio d'Australia, gara inaugurale della stagione 2019, Whiting ha subito un'embolia polmonare ed è morto, all'età di 66 anni, lasciando i suoi tre figli, nati da due matrimoni.
Nelle ore successive alla sua morte molti piloti e personalità di F1 hanno commentato che è stato determinante per il successo di questo sport, essendo descritto come "un pilastro per lo sport", un "ragazzo davvero simpatico" e un uomo di guida. In un necrologio, il giornalista Adam Cooper ha descritto Whiting come "l'uomo perfetto per il difficile ruolo di giudice" grazie al suo comportamento pacato.
I minuti di silenzio si sono svolti prima della partenza del Gran Premio d'Australia e della 1000 Miglia di Sebring in suo onore, la sua morte è stata ampiamente pianta nel mondo del motorsport. Valtteri Bottas ha dedicato la sua vittoria al Gran Premio d'Australia a Whiting. Anche Jean-Éric Vergne ha dedicato la sua vittoria all'E-Prix di Sanya 2019 a Whiting. È stato nominato postumo vincitore del John Bolster Award agli Autosport Awards nel dicembre 2019.
Al Gran Premio di Gran Bretagna 2019, la FIA ha deciso che suo figlio Justin avrebbe agito come addetto al semaforo di partenza.